# Râul Goagiu
Râul Goagiu este un curs de apă, afluent al râului Târnava Mare în județul Harghita.  

## Hărți
- Harta județului Harghita